# Aleksandr Grakow
Aleksandr Nikołajewicz Grakow, ros. Александр Николаевич Граков (ur. 15 marca 1907 r. we wsi Pietrowsk-Kawkazskij w Dagestanie, zm. 9 czerwca 1983 r. w Paryżu) – rosyjski działacz emigracyjny, inżynier-elektromechanik

## Życiorys
W 1926 r. ukończył krymski korpus kadetów w Jugosławii, a następnie wydział elektryczno-techniczny na uniwersytecie w Belgradzie. Pracował jako inżynier-elektromechanik. W II poł. lat 30. wstąpił do Narodowo-Ludowego Związku Nowego Pokolenia (NTSNP). Po ataku wojsk niemieckich na ZSRR 22 czerwca 1941 r., wraz z grupą członków NTSNP próbował wyjechać na okupowane obszary sowieckie, ale ostatecznie pozostał w Berlinie. Znalazł pracę w zakładach Siemensa. Przejął faktycznie kierownictwo zakonspirowanego berlińskiego oddziału NTSNP. W czerwcu 1944 r. został aresztowany przez Gestapo. Po procesie osadzono go w obozie koncentracyjnym Sachsenhausen, potem w więzieniu w Berlinie. Na pocz. 1945 r. w wyniku interwencji gen. Andrieja A. Własowa został wypuszczony na wolność wraz z pozostałymi działaczami NTSNP. W 1947 r. wyemigrował do Maroka, gdzie specjalizował się w oświetleniu zakładów przemysłowych. W latach 50. związał się z Narodową Organizacją Rosyjskich Wywiadowców (NORR), organizując letnie obozy młodzieżowe. W 1958 r. przybył do Paryża, gdzie założył biuro konstrukcyjne.